# Battalion (Belgische band)
Battalion is een Belgische deathmetal-band uit Stabroek, die in 2001 werd opgericht.

## Bezetting
Huidige bezetting
- Pieter Van de Putte (e-gitaar, sinds 2001)
- Ruben Luts (zang, sinds 2001)
- Kristof Hectors (e-basgitaar, sinds 2006)
- Igor Duerloo (e-gitaar, sinds 2008)
- Paul Brunson (drums, sinds 2011)

Voormalige leden
- Sven 'Svenchi' Janssens (e-basgitaar)
- Johan Dilliën (e-basgitaar)
- Tom Van Oosterwijck (drums, 2001–2007)
- Erwin Schellekens (drums, 2002–2010)
- Kevin De Leener (drums, 2010–2011)

## Geschiedenis
De band is opgericht in december 2001. Na drie maanden bracht ze in 2002 haar eerste demo Warstorm uit. In juni 2003 bracht de band de volgende demo Nuclear Devastation uit. Als gevolg hiervan verhoogde de band zijn populariteit, wat leidde tot optredens met Avulsed, Legion of the Damned, In-Quest en Suhrim.
In 2004 nam de band hun debuutalbum Winter Campaign op in de CCR Studios in Zulte, dat het daaropvolgende jaar werd uitgebracht. In 2006 tekende de band een contract bij Shiver Records en kreeg ook een nieuwe bassist met Kristof Hectors. In hetzelfde jaar namen ze ook twee nieuwe nummers op in de CCR Studios en in mei 2007 nam de band nog twee nieuwe nummers op. In dezelfde maand verliet drummer Tom Van Oosterwijck de band en werd vervangen door Erre Schellekens. Van september 2007 tot januari 2008 heeft de band een nieuw album opgenomen, dat werd gemixt en gemasterd in de CCR Studios. Welcome to the Warzone werd in april 2008 uitgebracht bij Shiver Records. Om het album te promoten, volgden verschillende optredens met Grave, Asphyx, Amon Amarth en Vader. De band trad ook op in Duitsland, samen met Aborted en Vital Remains. Ondertussen vervoegde de nieuwe gitarist Igor Duerloo zich bij de band.
In 2010 nam de band twee demo-opnamen op, speelde concerten en schreef liedjes voor het volgende album. De band scheidde ook van drummer Erre Schellekens. Deze werd vervangen door Kevin De Leener (Emeth).

## Stijl
De band speelt technisch veeleisende, klassieke deathmetal, die wordt vergeleken met andere bands als Pestilence, Possessed, Asphyx, Gorefest, Bolt Thrower, Morbid Angel, Vader en Malevolent Creation. Daarnaast zijn sommige passages te vergelijken met Kataklysm en de oudere werken van Aborted.

## Discografie
- 2002: Warstorm (demo, eigen publicatie)
- 2003: Nuclear Devastation (demo, eigen publicatie)
- 2005: Winter Campaign (album, eigen publicatie)
- 2008: Welcome to the Warzone (album, Shiver Records)